# Byakud, Raybag
Byakud là một làng thuộc tehsil Raybag, huyện Belgaum, bang Karnataka, Ấn Độ.